# Artjom Jakowlewitsch Gussew
Artjom Jakowlewitsch Gussew (russisch Артём Яковлевич Гусев; * 5. April 1982 in Reftinski, Oblast Swerdlowsk, damalige Sowjetunion) ist ein russischer Biathlet.
Artjom Gussew trainierte ab 1998 in der Школа высшего спортивного мастерства (ШВСМ-2) (Sporthochschule) in Chanty-Mansijsk und wechselte 2009 zum dortigen Центр спортивной подготовки сборных команд Югры (ЦСПСКЮ) (Sport- und Traingszentrum des Teams Jugra). Er wurde bei den Junioren-Weltmeisterschaften 2002 in Ridnaun Silbermedaillengewinner im Einzel und belegte mit der Staffel Platz fünf. Im selben Jahr startete er in Kontiolahti zudem bei den Junioren-Europameisterschaften und gewann dort den Staffeltitel. Hinzu kamen fünfte Plätze in Einzel und Verfolgung sowie Rang sieben im Sprint.
Die nächsten internationalen Einsätze folgten 2002 und 2004 beim IBU-Grand-Prix in Chanty-Mansijsk, wo Gussew Ränge im 20er-Bereich belegte. Sein Debüt im Biathlon-Europacup feierte der Russe 2006 in Obertilliach, wo er bei einem Sprint 70. wurde. Kurz darauf gewann er an selber Stelle als 18. erste Punkte.
Er konnte sich jedoch zuerst in einer starken russischen Mannschaft nicht etablieren, sodass er erst 2008 im Rahmen der Europameisterschaften in Nové Město international eingesetzt wurde. Nachdem Gussew im Einzel Siebter wurde, gewann er den Titel im Sprint vor Stian Eckhoff, den er um sechs Zehntelsekunden distanzierte, und Michal Šlesingr. Im anschließenden Verfolgungsrennen gewann er die Silbermedaille hinter Sergei Konowalow, indem er sich im Schlussspurt gegen seinen Landsmann Maxim Maximow durchsetzte.

## Platzierungen im Weltcup
Die Tabelle zeigt alle Platzierungen (je nach Austragungsjahr einschließlich Olympische Spiele und Weltmeisterschaften).
- 1.–3. Platz: Anzahl der Podiumsplatzierungen
- Top 10: Anzahl der Platzierungen unter den ersten zehn (einschließlich Podium)
- Punkteränge: Anzahl der Platzierungen innerhalb der Punkteränge (einschließlich Podium und Top 10)
- Starts: Anzahl gelaufener Rennen in der jeweiligen Disziplin

| Platzierung                      | Einzel | Sprint | Verfolgung | Massenstart | Staffel | Gesamt |
| -------------------------------- | ------ | ------ | ---------- | ----------- | ------- | ------ |
| 1. Platz                         |        |        |            |             |         |        |
| 2. Platz                         |        |        |            |             |         |        |
| 3. Platz                         |        |        |            |             |         |        |
| Top 10                           |        |        | 1          |             |         | 1      |
| Punkteränge                      |        | 2      | 2          |             |         | 4      |
| Starts                           | 2      | 4      | 2          |             |         | 8      |
| Stand: nach der Saison 2009/2010 |        |        |            |             |         |        |